# La gioia del rischio
La gioia del rischio è un album live del 1990 dei Kina, registrato a Neumünster (Germania) il 28 agosto 1990.

## Tracce
1. Sabbie mobili
2. L'altra faccia
3. New Season
4. Questi anni
5. La forza del sogno
6. September 77
7. Cosa farete
8. Nel tunnel
9. Hangin' On
10. Questi anni
11. Nessun fiore
12. Sfoglio i miei giorni
13. Strade vuote